# ديفيد مارشان
ديفيد مارشان (بالإنجليزية: David Marchand)‏ هو سياسي أمريكي، ولد في 10 ديسمبر 1776، وتوفي في 11 مارس 1832. انتخب عضو مجلس النواب الأمريكي.